# Zona euro
     Zona euro
     UE appartenenti agli AEC II
     UE appartenenti agli AEC II con deroga
     UE non appartenenti agli AEC II
     Non UE che usano bilateralmente l'euro
     Non UE che usano unilateralmente l'euro
La zona euro (o, altrettanto frequentemente, eurozona, area euro o eurolandia) è l'insieme degli Stati membri dell'Unione europea che adottano l'euro come valuta ufficiale, ovvero formano l'Unione economica e monetaria dell'Unione europea.
Le politiche monetarie della zona euro sono regolate dalla Banca centrale europea, che ha sede a Francoforte sul Meno in Germania. L'armonizzazione delle politiche economiche e fiscali dell'area euro è agevolata dalle periodiche riunioni dell'Eurogruppo, organismo composto dai ministri dell'economia e delle finanze degli Stati aderenti alla valuta comune che tradizionalmente precede i vertici dell'Ecofin. Dal 2008 informalmente, e dal 2012 anche secondo i trattati, la direzione della politica economica e della governance della zona euro è stata assunta dal vertice euro, la riunione dei capi di Stato o di governo degli Stati che hanno adottato l'euro che si riunisce almeno due volte all'anno a margine del Consiglio europeo.
I benchmark di riferimento dell'eurozona sono i tassi di riferimento EURIBOR ed EONIA.
Dal 2023, la zona è composta da venti Stati membri e copre un'area di circa 2550000 km² con oltre 346 milioni di abitanti.

## Stati membri della zona euro
L'euro entrò in vigore come moneta non fisica il 1º gennaio 1999 in undici degli allora quindici Stati membri dell'Unione; a questi si aggiunse la Grecia, che rientrò nei parametri economici richiesti nel 2000 e fu ammessa nell'eurozona il 1º gennaio 2001. In questi primi dodici Stati l'euro entrò ufficialmente in circolazione il 1º gennaio 2002 sotto forma di monete e banconote.
Nel 2006 un tredicesimo Stato, la Slovenia, entrata nell'Unione nel 2004, dimostrò di possedere i parametri economici necessari per l'adesione alla divisa comune e fu ammessa nella zona euro il 1º gennaio 2007. Pochi giorni dopo, il 15 gennaio, il tallero sloveno fu ufficialmente considerato fuori corso.
Il 1º gennaio 2008, con procedura analoga, Malta e Cipro (comprese le basi britanniche di Akrotiri e Dhekelia) adottarono la divisa comune. Il 31 gennaio la lira cipriota e la lira maltese furono ufficialmente considerate fuori corso.
Il 1º gennaio 2009 fu il turno della Slovacchia, il 1º gennaio 2011 dell'Estonia, il 1º gennaio 2014 della Lettonia, il 1º gennaio 2015 della Lituania, il 1º gennaio 2023 della Croazia e dal 1° gennaio 2026 della Bulgaria.

## Stati dell'Unione europea aderenti alla zona euro
| Nazione     | Adozione dell'euro | Moneta precedente     | Codice | Cambio per un euro | Popolazione | Territorio kmq | Eccezioni                                              |
| ----------- | ------------------ | --------------------- | ------ | ------------------ | ----------- | -------------- | ------------------------------------------------------ |
| Austria     | 1º gennaio 1999    | scellino austriaco    | ATS    | 13,7603            | 9 027 999   | 87 871         |                                                        |
| Belgio      | 1º gennaio 1999    | franco belga          | BEF    | 40,3399            | 11 550 039  | 30 688         |                                                        |
| Finlandia   | 1º gennaio 1999    | marco finlandese      | FIM    | 5,94573            | 5 536 146   | 336 756        |                                                        |
| Francia     | 1º gennaio 1999    | franco francese       | FRF    | 6,55957            | 65 554 051  | 551 500        | Nuova Caledonia Polinesia francese Wallis e Futuna     |
| Germania    | 1º gennaio 1999    | marco tedesco         | DEM    | 1,95583            | 84 404 137  | 357 582        | Büsingen am Hochrhein                                  |
| Irlanda     | 1º gennaio 1999    | sterlina irlandese    | IEP    | 0,787564           | 4 761 865   | 70 273         |                                                        |
| Italia      | 1º gennaio 1999    | lira italiana         | ITL    | 1936,27            | 58 815 463  | 302 073        |                                                        |
| Lussemburgo | 1º gennaio 1999    | franco lussemburghese | LUF    | 40,3399            | 634 730     | 2 586          |                                                        |
| Paesi Bassi | 1º gennaio 1999    | fiorino olandese      | NLG    | 2,20371            | 17 550 654  | 41 543         | Aruba Bonaire Curaçao Saba Sint Maarten Sint Eustatius |
| Portogallo  | 1º gennaio 1999    | escudo portoghese     | PTE    | 200,482            | 10 120 000  | 92 226         |                                                        |
| Spagna      | 1º gennaio 1999    | peseta spagnola       | ESP    | 166,386            | 48 345 223  | 505 514        |                                                        |
| Grecia      | 1º gennaio 2001    | dracma greca          | GRD    | 340,75             | 10 432 481  | 131 940        |                                                        |
| Slovenia    | 1º gennaio 2007    | tallero sloveno       | SIT    | 239,64             | 2 116 972   | 20 273         |                                                        |
| Cipro       | 1º gennaio 2008    | lira cipriota         | CYP    | 0,585274           | 1 141 166   | 9 251          | Cipro del Nord                                         |
| Malta       | 1º gennaio 2008    | lira maltese          | MTL    | 0,4293             | 542 051     | 315,4          |                                                        |
| Slovacchia  | 1º gennaio 2009    | corona slovacca       | SKK    | 30,126             | 5 449 270   | 49 035         |                                                        |
| Estonia     | 1º gennaio 2011    | corona estone         | EEK    | 15,6466            | 1 324 820   | 45 227         |                                                        |
| Lettonia    | 1º gennaio 2014    | lats lettone          | LVL    | 0,702804           | 1 907 675   | 64 573         |                                                        |
| Lituania    | 1º gennaio 2015    | litas lituano         | LTL    | 3,4528             | 2 793 397   | 65 286         |                                                        |
| Croazia     | 1º gennaio 2023    | kuna croata           | HRK    | 7,5345             | 3 871 833   | 56 594         |                                                        |
| Eurozona    | Eurozona           | Eurozona              |        |                    | 345 879 972 | 2.821.106,4    |                                                        |

## Stati dell'Unione non aderenti all'euro
Zona euro
     Stati membri con divisa nazionale legata all'euro e appartenenti allo SME-2
     Stati membri con divisa nazionale non legata all'euro
     Paesi terzi che utilizzano l'euro a seguito di accordi bilaterali con l'UE o a seguito di adozione unilaterale
     Paesi terzi con divisa nazionale legata all'euro
     Paesi terzi con divisa nazionale (non legata all'euro)

Zona euro
Stati membri con divisa nazionale legata all'euro e appartenenti allo SME-2
Stati membri con divisa nazionale non legata all'euro
Paesi terzi che utilizzano l'euro a seguito di accordi bilaterali con l'UE o a seguito di adozione unilaterale
Paesi terzi con divisa nazionale legata all'euro
Paesi terzi con divisa nazionale (non legata all'euro)

Stati UE non obbligati ad aderire all'euro grazie a deroghe ufficiali ai trattati europei:
| Nazione   | Ingresso nell'UE | Moneta corrente | Popolazione |
| --------- | ---------------- | --------------- | ----------- |
| Danimarca | 1º gennaio 1973  | corona danese   | 5 748 769   |

Stati UE non aventi ancora l'euro ma obbligati ad adottarlo in futuro in base al fatto che non godono di clausole di opting-out:
| Nazione   | Ingresso nell'UE | Moneta corrente   | Popolazione |
| --------- | ---------------- | ----------------- | ----------- |
| Svezia    | 1º gennaio 1995  | corona svedese    | 10 014 900  |
| Rep. Ceca | 1º maggio 2004   | corona ceca       | 10 467 542  |
| Ungheria  | 1º maggio 2004   | fiorino ungherese | 10 076 581  |
| Polonia   | 1º maggio 2004   | złoty             | 38 073 745  |
| Bulgaria  | 1º gennaio 2007  | lev bulgaro       | 7 101 859   |
| Romania   | 1º gennaio 2007  | leu romeno        | 20 528 641  |
| Totale    | Totale           | Totale            | 96 263 268  |

Dei ventisette attuali Stati membri dell'Unione europea, sette utilizzano ancora una valuta nazionale diversa dall'euro. Fra questi, solamente la Danimarca è in possesso di una deroga ai protocolli del Trattato di Maastricht: a essa non è legalmente richiesto di unirsi all'euro, a meno che il suo governo non decida altrimenti.
In Danimarca un referendum sull'unione all'euro si è tenuto il 28 settembre 2000, con il risultato di un 53,2% di voti contrari. Il 22 novembre 2007, il Governo danese ha dichiarato l'intenzione di indire un nuovo referendum sull'introduzione dell'euro nel Paese.
Fra gli altri stati membri dell'Unione europea privi di deroga si segnala la posizione peculiare della Svezia, che decise nel 1997 di non utilizzare l'euro e quindi da allora evita di proposito di rispettare i criteri di un tasso di cambio stabile. Nel paese si è tenuto un referendum relativo all'adozione della moneta unica il 14 settembre 2003; gli elettori hanno votato contro la proposta, con un 41,8% di sì superato da un 56,1% di no, in un clima di tensione dovuto all'uccisione della ministra degli esteri Anna Lindh, convinta europeista. Tale risultato ha di fatto rinviato sine die la decisione di ingresso nell'eurozona.
Per tutti i rimanenti sei membri dell'Unione europea è prevista l'adozione all'euro, una volta soddisfatte tutte le condizioni necessarie.

### Accesso al Sistema monetario europeo
Una permanenza di due anni nel meccanismo SME-2 rappresenta un prerequisito necessario per poter aderire alla zona euro. Al 2023, le valute aderenti sono la corona danese (fin dall'istituzione dell'euro) e il lev bulgaro. Si prospetta l'adesione futura delle valute di Polonia, Repubblica Ceca, Romania e Ungheria.
Il lev bulgaro, dal 1º luglio 1997 fissato unilateralmente a quota 1,000 contro il marco tedesco, con l'arrivo dell'euro è fissato a 1,95583 contro quest'ultimo, vale a dire il cambio del marco tedesco contro l'euro.

## Uso dell'euro al di fuori dell'Unione europea

Mappa generale dove l'euro è utilizzato, in via bilaterale o unilaterale; in viola i restanti Paesi dell'Unione europea

Oltre che nei venti stati dell'eurozona, l'euro è utilizzato anche da sei stati non facenti parti dell'Unione europea in virtù di accordi bilaterali con l'UE, siglati tramite singoli stati membri, o a seguito dell'adozione unilaterale della moneta unica europea. Gli stati che hanno adottato l'euro a seguito di accordi bilaterali hanno la possibilità di coniare monete in euro (ma non banconote) come gli stati membri dell'eurozona; gli stati che hanno adottato l'euro unilateralmente non possono coniare proprie monete in euro. In ogni caso, né gli uni né gli altri si considerano parte dell'eurozona.
Inoltre, dal 4 novembre 2004 a seguito di una convenzione postale con l'Italia, utilizza l'euro il Sovrano Militare Ordine di Malta, riconosciuto soggetto di diritto internazionale senza territorio.
I francobolli emessi e le tariffe postali dalla sede di Vienna dell'ONU sono denominati in euro.

### Uso dell'euro a seguito di accordi bilaterali con l'Unione europea
Andorra, Monaco, San Marino e Città del Vaticano utilizzano l'euro come moneta ufficiale, nonostante non siano ufficialmente membri dell'UE e non abbiano rappresentanti nel consiglio direttivo della Banca centrale europea (BCE), poiché impiegavano in precedenza le valute locali che sono state sostituite dalla moneta unica. Tutti i quattro microstati possono coniare monete proprie, con i loro simboli sul retro.
Inoltre usano bilateralmente l'euro le basi sovrane a Cipro di Akrotiri e Dhekelia appartenenti al Regno Unito che hanno utilizzato fino al 31 dicembre 2007 la lira cipriota e sono tuttora l'unico territorio britannico a utilizzare l'euro.
Grazie a una specifica clausola prevista nei trattati dell'Unione europea, è stata possibile la rinegoziazione degli accordi conclusi tra Monaco, San Marino e Città del Vaticano con gli Stati membri, rispettivamente la Francia per Monaco e l'Italia per San Marino e Città del Vaticano. Gli accordi vietano la stampa di banconote e fissano dei quantitativi annui per la coniazione delle monete. I quantitativi sono stabiliti in termini assoluti per San Marino e Città del Vaticano e adeguati annualmente sulla base dell'indice dei prezzi al consumo. Per il Principato di Monaco, invece, il contingente annuale è determinato in termini relativi come quota del volume di monete coniate dalla Francia in un anno solare. Il principato di Andorra conferì unilateralmente valore legale all'euro e nel 2003 avanzò formale richiesta per la conclusione di un accordo monetario con l'Unione analogo a quello siglato con San Marino, Città del Vaticano e Principato di Monaco; i negoziati si conclusero nel dicembre 2011 con previsione di iniziare a coniare le monete in euro a corso legale a partire dal 2014. Dopo un rinvio ad agosto 2014, Andorra ha cominciato finalmente ad emettere propria moneta il 15 gennaio 2015.
A seguito della convenzione postale tra le Poste Magistrali del Sovrano Militare Ordine di Malta e Poste italiane del 4 novembre 2004, l'Ordine denomina le proprie emissioni filateliche e le tariffe postali in euro abbandonando definitivamente la tradizionale denominazione in scudi, tarì e grani. Permangono le emissioni numismatiche con valori nominali tradizionali riservati a un circuito di collezionisti.

### Uso dell'euro a seguito di adozione unilaterale
Il Montenegro e la repubblica del Kosovo, che utilizzavano il marco tedesco come loro valuta, hanno adottato unilateralmente l'euro, anche se non hanno alcun accordo legale con l'UE. Questi due Stati, non avendo stipulato accordi con l'UE, non hanno la possibilità di coniare monete di euro.

### Riepilogo
| Stato               | Adozione dell'euro | Modalità di adozione                | Popolazione | Eccezioni |
| ------------------- | ------------------ | ----------------------------------- | ----------- | --- |
| Città del Vaticano  | 1º gennaio 1999    | Accordo con l'UE tramite l'Italia   | 805         | |
| San Marino          | 1º gennaio 1999    | Accordo con l'UE tramite l'Italia   | 31 373      | |
| Monaco              | 1º gennaio 1999    | Accordo con l'UE tramite la Francia | 40 994      | |
| Andorra             | 1º gennaio 1999    | Accordo con l'UE tramite la Spagna  | 69 150      | |
| Montenegro          | 1º gennaio 2002    | Adozione unilaterale                | 598 000     | |
| Kosovo              | 1º gennaio 2002    | Adozione unilaterale                | 1 733 872   | La minoranza serba (123 200 abitanti) usa il dinaro serbo.                                                    |
| Akrotiri e Dhekelia | 1º gennaio 2008    | Accordo con l'UE tramite Cipro      | 14 500      | I soldati della RAF utilizzano anche la sterlina britannica, che nel territorio è accettata assieme all'euro. |
| Totale popolazione  | Totale popolazione | Totale popolazione                  | 2 954 822   | |

## Uso dell'euro al di fuori del continente europeo
L'euro è utilizzato anche nei territori extraeuropei dipendenti da stati che lo hanno adottato.

### Territori legati alla Francia
- Le regioni d'oltremare francesi (Guyana francese, Guadalupa, Martinica, Riunione e Mayotte) hanno adottato l'euro in quanto appartenenti al territorio francese e, pertanto, all'Unione europea.
- Le isole di Saint-Barthélemy e la parte francese di Saint-Martin, collettività d'oltremare, utilizzano l'euro dato che fino al 2007 erano dei comuni del dipartimento d'oltremare della Guadalupa.
- L'isola di Clipperton e le Terre australi e antartiche francesi hanno adottato l'euro.
- Le isole di Saint-Pierre e Miquelon, collettività d'oltremare francese, ma non facenti parte dell'Unione europea, hanno adottato l'euro a seguito di una decisione esplicita del Consiglio dell'UE del 31 dicembre 1998[39].

### Territori legati alla Spagna
- Le città di Melilla e Ceuta, le isole Canarie e i possedimenti spagnoli del Nordafrica (plazas de soberanía) utilizzano la moneta unica in quanto appartenenti al territorio spagnolo e, pertanto, all'Unione europea.

### Territori legati al Portogallo
- Le regioni autonome portoghesi Azzorre e Madera hanno adottato l'euro in quanto appartenenti al territorio portoghese e, pertanto, all'Unione europea.

Le nazioni dotate di una divisa nazionale agganciata a una valuta confluita nell'euro si sono di conseguenza agganciate all'euro: è il caso del marco bosniaco della Bosnia ed Erzegovina.
Per decisione del Consiglio, su richiesta di Francia e Portogallo, l'euro ha sostituito sia il franco, nelle parità centrali con le due unioni africane che utilizzano il franco CFA e con l'unione monetaria del franco CFP, sia l'escudo portoghese nella convertibilità fissa con l'escudo capoverdiano.